# Bizou
Bizou – miejscowość i gmina we Francji, w regionie Normandia, w departamencie Orne.
Według danych na rok 1990 gminę zamieszkiwały 134 osoby, a gęstość zaludnienia wynosiła 15 osób/km² (wśród 1815 gmin Dolnej Normandii Bizou plasuje się na 752. miejscu pod względem liczby ludności, natomiast pod względem powierzchni na miejscu 576.).